# Roberto Urbina
Roberto Urbina (ur. 2 września 1983 r. w Bogocie, w Kolumbii) – kolumbijski aktor filmowy i telewizyjny.
Urodzony w Bogocie jako syn Pilar Burgos i architekta Roberto Urbiny Sr., spędził swoje dzieciństwo w Monteríi. W wieku 11 lat wrócił do Bogoty, gdzie uczęszczał do szkoły średniej aż do dziewiątej klasy. Następnie przeniósł się z rodziną do Santa Cruz w Boliwii, gdzie przebywał półtora roku.
Początkiem jego kariery aktorskiej były występy w szkole Stella Adler i produkcja muzyki.

## Wybrana filmografia

### Filmy fabularne
- 2003: Zależność seksualna (Dependencia sexual) jako Sebastian
- 2007: Ku ciemności (Hacia la oscuridad) jako Jose Gutierrez
- 2008: Blues jako Reese
- 2008: Piłka jest okrągła (Golden Goal!) jako Rafael Ramirez
- 2008: Che. Rewolucja (Che: Part One) jako Guile Pardo

### Seriale TV
- 2008: Herosi (Heroes: Destiny) jako Santiago
- 2009: Chirurdzy (Grey's Anatomy) jako Jordan
- 2011: Poczta niewinna (Correo de Inocentes) jako Alex Avendaño
- 2012: Mentalista (The Mentalist) jako Junior Acosta
- 2013: Przerzut (Metástasis) jako Jose Miguel Rosas
- 2015: Narcos jako Fabio Ochoa